# Relógio molecular
O relógio molecular é uma técnica em evolução molecular para relacionar o tempo de divergência entre duas espécies com o número de diferenças moleculares medidas entre as sequências de DNA ou proteínas. Quanto mais aparentados geneticamente, menor o tempo de separação entre duas espécies.
A teoria do relógio molecular é uma excelente ferramenta para a biologia. Essa teoria afirma que as moléculas evoluem em uma taxa aproximadamente constante. Ele ajudou a estudar os mecanismos que impulsionam a evolução molecular. Além de fornecer uma ferramenta universal para investigar o passado de processos evolutivos.
Esse método torna possível contar as discrepâncias em sequências moleculares entre indivíduos sobreviventes, no caso espécies. As discrepâncias serão maiores quanto mais distantes são as relações de parentesco. Ele tornou possível prever várias fontes de variação na taxa de evolução molecular. No entanto, mesmo não fornecendo dados exatos, ou seja, ele fornece estimativas de tempo de eventos na história evolutiva, a
ampla gama de hipóteses biológicas que vão desde as origens do reino animal para o surgimento de novas epidemias virais. Eventos como especiação tem a possibilidade de ter o seu tempo estimado. A grande dificuldade dessa técnica é fazer a calibragem, que no caso é a conversão do número de discrepâncias em anos. A calibragem deve ser realizada com fóssil de datação conhecida, o que torna a técnica controversa, pois não é possível admitir que a taxa de evolução seja fixa , já que a falta de fósseis torna as estimativas para as divergências mais antigas bastante imprecisas.
Com essa teoria ficou possível prever várias fontes de variação na taxa de evolução molecular.

## Histórico

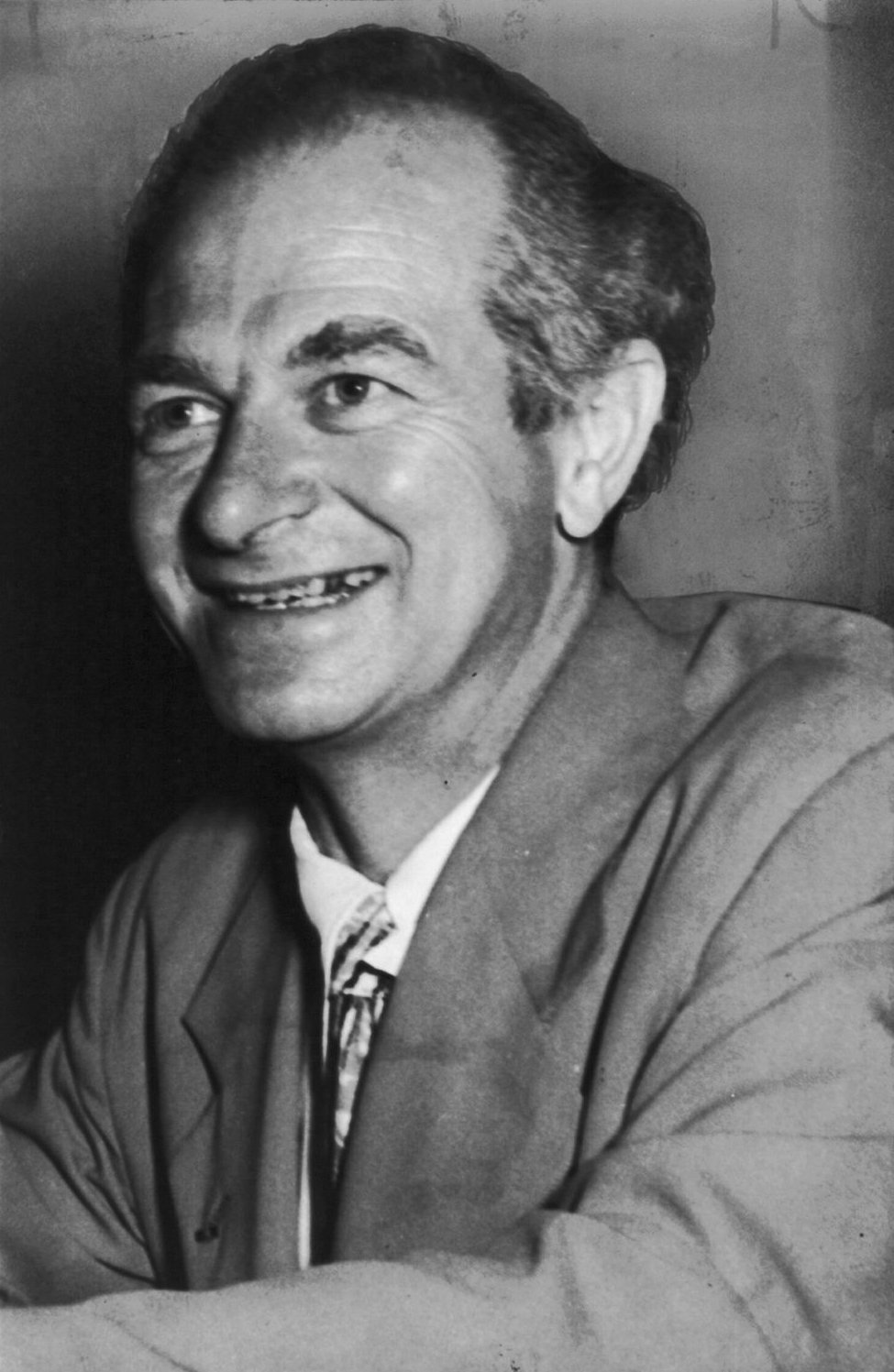
Linus Pauling

O químico Linus Pauling e o biólogo Emile Zuckerkandl propuseram em 1962, o conceito de relógio molecular. Ele foi obtido a partir de pesquisas sobre a estrutura da proteína no caso hemoglobinas de espécies diferentes, traçando o número de mudanças do aminoácido entre as sequências de proteína contra a idade estimada de espécies a partir de evidências fósseis. Com isso eles obtiveram uma taxa linear de acumulo de diferentes aminoácidos ao longo do tempo evolutivo. Outras proteínas também mostraram uma taxa constante de evolução molecular entre espécies, mas cada proteína com uma taxa diferente: histonas foram excepcionalmente lentas, citocromo c foi mais rápido (mas mais lento do que hemoglobinas) e fibrinopeptídios foram mais rápidos ainda. A igualdade relativa de taxas evolutivas de uma dada proteína foi inesperada, tinha sido assumido que, como evolução morfológica, não haveria grande variação na taxa de variação, tanto entre espécies e ao longo do tempo evolutivo.
Motoo Kimura e Ohta Tomoko afirmaram que a taxa constante para cada característica da proteína, sugeriu que a maior parte dos aminoácidos que sofriam alterações em uma proteína foram efetivamente neutras - ou seja,a mudança da sequência do aminoácido não teve influência sobre a aptidão de um organismo e, portanto, a taxa de mudança não foi afetado pela seleção natural. Kimura e Ohta acreditavam que as mutações vantajosas seriam relativamente raras, e as mutações deletérias seriam rapidamente removidas por seleção e que uma grande proporção de possíveis mudanças de aminoácidos não teria nenhum efeito prático sobre o funcionamento da proteína. O acumulo de taxas de mutações neutras seria influenciada apenas pela taxa de mutação, e assim seria relativamente constante, desde que a taxa de mutação de base fosse inalterada. Esse estudo prevê que a longo prazo a taxa de evolução molecular neutra em espécies é o mesmo que a taxa de mutação neutra nos indivíduos.Se grande parte das mudanças dos aminoácidos são neutras ou deletérias, em seguida, a taxa prevista constante de mudança de proteína produz um relógio molecular.
A teoria quase neutra de Tomoko Ohta era constituída por um alargamento importante da teoria neutra, reconhecendo assim o papel crucial do tamanho efetivo da população e a influência da seleção. Mutações ligeiramente deletérias possuem a tendência de serem removidas pela seleção em populações muito grandes, mas elas podem ser corrigidas casualmente em populações menores em que a seleção pode ser dominada por eventos aleatórios de amostragem (deriva genética). A pesquisadora Ohta mostrou que através da fixação dessas mutações quase neutras com pequenos coeficientes de seleção (s), seja positiva ou negativa, seria acarretada por eventos casuais em pequenas populações, como se eram neutros. Assim, uma mutação seria efetivamente neutro se | s | <1/4 Ne, o qual Ne significa o tamanho efetivo da população, de forma mais simplificada, se uma mutação se comporta de acordo com a expectativa neutra é determinada não apenas pela seleção propriedades da mutação (s), mas também o tamanho da população de que provêm (Ne). A cientista considerou o destino de uma série de mutações ligeiramente deletérias ou ligeiramente vantajosas com uma variação em seus coeficientes de seleção (σ s) – alguns serão ligeiramente deletérios e algumas um pouco vantajosa. Mutações são divididas em três categorias: mutações para que a seleção é a força predominante (4 Ne σ s > 3); cerca de mutações neutras, que são regidos por tanto a seleção e deriva (3 ≥ 4 Ne σ s ≤ 0,2); e mutações efetivamente neutro, o destino do que é determinado apenas pelo drift (4Ne σ s < 0,2). Dessa forma a teoria quase neutra descreve como a taxa de evolução molecular pode variar não só com as mudanças na
taxa de mutação, mas também através do equilíbrio entre a mudança de seleção e deriva genética.

## Importância
O relógio molecular é de extrema importância para investigar a história evolutiva: se a taxa de evolução molecular é relativamente constante, então a quantidade de diferença genética entre duas espécies dá uma medida do tempo desde sua separação evolutiva . Estes prazos moleculares pode fornecer informações sobre a história de todos os organismos a partir do qual podemos obter sequências genéticas, o que é muito relevante no caso de organismos com nenhum registro fóssil - como vírus - ou para os quais a amostragem do registro fóssil é incompleto no tempo ou espaço.
Devido à universalidade do DNA (ou RNA), relógios moleculares podem chegar a todas as escalas de tempo de evolução, como no caso de divergências de populações para o último ancestral comum dos três domínios da vida (Eukarya, Bacteria e Archea).
Apesar dessa técnica parecer ser simples, ela tem obtido alguns resultados de datas controversos. Os quais alguns aparentemente contradizem outras linhas de evidência, como no caso da pesquisas que produziram uma estimativa de data molecular para a divisão entre reinos que é marcadamente mais jovem do que os primeiros fósseis. Em outros casos datas moleculares têm sido usados para desafiar a confiabilidade do registro fóssil, e engendradas debates sobre o ritmo e o modo de macroevolução como no caso das diferenças entre datas moleculares e fósseis para a origem da filos animais.Alguns estudos fornecem datas moleculares produzidos por métodos contradizem-se. De acordo com a teoria molecular dois tipos de erros nas estimativas de relógio molecular podem ocorrer . O primeiro erro poderá ser causado ´pela natureza desleixada dos resultados da taxa de substituição em grande variação em torno da quantidade de diferença genética esperada para um determinado período , adicionando uma elevado grau de imprecisão a data molecular estimativas. De acordo com a teoria quase neutra a taxa de evolução molecular é influenciada por taxa de mutação, tamanho da população e as proporções relativas de locais com diferentes coeficientes seletivos; esses fatores podem diferir entre os genes, entre espécies e ao longo do tempo, potencialmente resultando em tendência consistente de estimativas data o que iria acarretar no segundo erro.
A técnica molecular de datação deve levar em conta tanto a imprecisão e potenciais como sendo úteis no momento de estimar a data.
Problemas em relação a exatidão e a precisão dos relógios moleculares podem ser demonstrado pela comparação estudos que utilizam genes diferentes, calibrações ou métodos, e produzir datas diferentes estimativas para o divergência mesmo. A grande dificuldade de
avaliar o tão quanto é confiável os dados fornecidos pelos relógios moleculares é que datas moleculares são frequentemente apresentados como ponto de estimativas, ou com erros de amostragem que representam os diferença entre as estimativas no mesmo estudo. Poucos estudos apresentam estimativas data molecular com intervalos de confiança que fornecem com precisão a variação nos
o relógio por conta do desleixo da variação nas taxas de linhagem. Tais como intervalos de confiança que permitem que as datas moleculares para serem usadas para testar hipóteses evolutivas dentro dos limites da precisão e precisão dos relógios moleculares, perguntando se o intervalo de estimativas possível da data é consistente com uma específica hipótese evolucionista como no caso se os filos dos animais surgiram no início do Cambriano. Eles também permitem a identificação de casos em que a estimativa de data molecular são diferentes.
Quando alta variação que surge ela ocorre a partir de efeitos residuais o quais fazem estimativas da data imprecisa, mas os efeitos da linhagem, em que espécies diferentes têm diferentes características de taxa, poderia ocorrer a influencia nas estimativas de data , ou seja, estimativas com base no pressuposto de uma taxa constante podem produzir ao longo das datas de forma consistente ou subestimada. Como no caso em que a taxa de substituição em roedores murids é, em média, duas a três vezes mais rápido que a taxa em hominídeos primatas (macacos e humanos). A ocorrência dessa diferença é provavelmente devido a uma combinação de fatores, incluindo as diferenças de DNA mecanismos de reparo, tempo de geração, taxa metabólica e tamanho efetivo da população. No caso, se a distância genética entre roedores e primatas é usada para estimar a data de divergência assumindo uma taxa constante de evolução molecular, esta diferença poderá resultar em uma taxa de datas moleculares que são consistentemente muito velha.Ao acrescentar estes erros residuais na linhagem em os quais são erros operacionais na medição da taxa de
evolução molecular, que incluem a incerteza nas relações entre taxa (a árvore evolutiva), erros nos pontos de calibração e as incertezas no mecanismo da evolução. Contudo, todos os métodos de relógio molecular dependem de estimativas precisas da distância genética entre as sequências, e, em alguns casos, esta medida pode ser tendenciosa. No entanto, o relógio molecular é
uma fonte insubstituível de informações na evolução biologia e seria insensato a abandoná-la completamente.
O desafio é desenvolver métodos que permitem que este valiosa fonte de informação histórica para ser explorado, permitindo ao mesmo tempo as fontes conhecidas de variação e reconhecendo os limites de precisão.

## Pesquisas que utilizaram o relógio molecular
No meio científico o que tem gerado grandes discussões sobre o Relógio Molecular foi a grande controvérsia sobre “A explosão Cambriana " que estuda filos de animais e as radiações de aves e mamíferos modernos no Terciário. A explosão do Cambriano é parte de uma série de extinções em massa seguida de rápidas radiações evolutivas inferidas a partir do registro fóssil um padrão que é considerado como fundamental para moldar a história da vida. Mas as datas moleculares para as origens dos filos animais e ordens de mamíferos e aves são geralmente o dobro da idade das datas de origem indicados pelo registro fóssil. Paleontólogos de diversas partes do mundo sugerem que a discrepância entre as datas moleculares e paleontológicos mostram que os relógios moleculares podem ser sistematicamente imprecisas, porque algum processo associado com radiações explosivo poderia a velocidade do relógio molecular embora sem provas ainda não foi encontrado para esta hipótese.
Resolver esta controvérsia é importante não apenas para avaliar a confiabilidade das datas molecular, mas também para compreensão dos mecanismos de macroevolução. Alguns cientistas sugerem que o ritmo e o grau de mudança da radiação explosiva é grande demais para ser explicada por processos darwinianos microevolutivos, e que os mecanismos especiais deve ser invocado, como a mudança rápida por macro-mutações desenvolvimento envolvendo o complexo de genes HOX pesquisa a dinâmica da evolução molecular, e o desenvolvimento de métodos moleculares mais sofisticados, vai contribuir para este importante debate.
O relógio molecular molecular tem sido usado no estudo de doenças virais emergentes. Verificar a data de origem das linhagens virais irá ajudar muito a localizar as causas das doenças.Como os vírus não deixam registros fósseis de suas origens estudos a cerce deste assunto acabam sendo prejudicados. O uso de dados moleculares auxiliam na reconstrução da história das epidemias de amostras de vírus existentes. Relógios moleculares viral são mais comumente calibrados com amostras do passado, tais como
sequências de amostras de tecido armazenado. No caso de retrovírus endógenos (embutido no genoma de seu hospedeiro), as datas de origem pode ser estimado sem uma data de calibração, comparando a dois longos repete terminal (LTRs) que ladeiam o viral genoma - um método que tem ajudado a descobrir a história do DNA viral no genoma humano. Quando muitas datas de calibração estão disponíveis como por exemplo, uma série de amostras de um único paciente infectado ou uma coleta de amostras arquivadas está disponível torna-se possível testar a constância das taxas na filogenia viral. Diversas datas podem ser usados para atender a uma relação linear entre distância genética e tempo, o que pode posteriormente ser usada para estimar a taxa de evolução molecular ou o tempo de origem do último ancestral comum de todas as amostras incluídas.Esse modelo funciona em problemas estatísticos não independente se as comparações são usadas na regressão. No entanto, este problema pode ser superado em alguns casos usando um método filogenético comparativo relógios moleculares viral, que também mostram como o grau de evolução na sequência varia entre diferentes táxons ou genes.
Nos próximos anos irá haver avanços importantes no desenvolvimento de métodos de relógio molecular o qual irá verificar a variação na taxa entre táxons. Idealmente, a aplicação de taxa variável em relógios moleculares para estimar datas de divergência seria realizada de maneira mais confiável pela compreensão dos processos que geram diferenças na taxa de substituição. A teoria da evolução molecular levou à previsão de que as espécies podem diferir em sua taxa de evolução molecular através alterações características que influenciam a taxa de mutação, tamanho da população ou coeficientes seletivos, mas os mensuráveis efeitos dessas influências previu apenas recentemente começou a ser investigado por uma ampla gama de taxa.
Com o aumento de dados genéticos será possível cada vez mais descobrir o efeito de determinantes como história de vida o comportamento e meio ambiente. Por isso o relógio molecular poderá então ser utilizado para informar métodos para estimar datas de divergência evolutiva a partir de sequências de DNA.